# Trigonodes
Trigonodes là một chi bướm đêm thuộc họ Noctuidae.

## Các loài
- Trigonodes angolensis (Weymer, 1908)
- Trigonodes disjuncta (Moore, 1882)
- Trigonodes cephise (Cramer, [1779])
- Trigonodes hyppasia (Cramer, [1779])
- Trigonodes lucasii Guenée, 1852